# Laguna Blanca (Formosa)
Pour les articles homonymes, voir Laguna Blanca.
Laguna Blanca est une petite ville de la province de Formosa, en Argentine, dans le département de Pilcomayo. Elle comptait 6 508 habitants en 2001.
Construite au début du XXe siècle, elle se trouve à 180 km de la capitale provinciale, et porte le nom de la lagune voisine aux eaux claires. C'est une cité verdoyante aux maisons basses, idéale comme base d'excursions. Sa place centrale est moderne et ses rues bien boisées.
Depuis Laguna Blanca, par un chemin de campagne de 5 km, on accède au Parque Nacional Río Pilcomayo, et 3 km plus loin à la section des gardes-parc « Estero Poí ». En continuant par la même route et 15 km plus loin, se trouve la section des gardes-parc « Guardaparque Ricardo Fonzo ».